# Aprovisionamiento
El aprovisionamiento es la acción de encontrar, adquirir o comprar bienes o servicios u obras de una fuente externa, a menudo mediante una subasta o una licitación. El proceso se usa para asegurar que el comprador recibe los bienes, servicios u obras al mejor precio posible, cuando se comparan aspectos como calidad, cantidad, plazo, y ubicación. Las empresas y los organismos públicos a menudo definen los procesos de aprovisionamiento para promover la competencia justa y abierta, a la vez que minimizan los riesgos, como el fraude y la connivencia.

## Visión general
Casi todas las decisiones de compra incluyen factores como entrega, transporte, beneficio marginal y fluctuaciones de precio. El aprovisionamiento generalmente implica tomar decisiones de compra bajo condiciones de escasez. Si se dispone de datos suficientes, la buena práctica aconseja emplear métodos de análisis económico como coste-beneficio o coste-eficacia.
Debe hacerse una distinción importante entre análisis sin riesgo y aquellos con riesgo. Cuando hay riesgo, ya sea en los costes o en los beneficios, debería emplearse el concepto de valor óptimo (best value, un método de valoración del Gobierno federal norteamericano que tiene en cuenta más factores que el precio, y que no debe confundirse con la política Best Value del Reino Unido, totalmente distinta).
| Aprovisionamiento directo y aprovisionamiento Indirecto | Aprovisionamiento directo y aprovisionamiento Indirecto             | Aprovisionamiento directo y aprovisionamiento Indirecto | Aprovisionamiento directo y aprovisionamiento Indirecto | Aprovisionamiento directo y aprovisionamiento Indirecto |
| ------------------------------------------------------- | ------------------------------------------------------------------- | ------------------------------------------------------- | ------------------------------------------------------- | ------------------------------------------------------- |
|                                                         |                                                                     | TIPOS                                                   |                                                         |                                                         |
| Aprovisionamiento directo                               | Aprovisionamiento indirecto                                         |                                                         |                                                         |                                                         |
| Materias primas y bienes manufacturados                 | Mantenimiento, reparación, suministros operativos y subcontratación | Servicios y bienes capitales                            |                                                         |                                                         |
| C A R A C T E R Í S T I C A S                           | Cantidad                                                            | Grande                                                  | Baja                                                    | Baja                                                    |
| C A R A C T E R Í S T I C A S                           | Frecuencia                                                          | Alta                                                    | Relativamente alta                                      | Baja                                                    |
| C A R A C T E R Í S T I C A S                           | Valor                                                               | Específico de la industria                              | Bajo                                                    | Alto                                                    |
| C A R A C T E R Í S T I C A S                           | Naturaleza                                                          | Operacional                                             | Táctica                                                 | Estratégica                                             |
| C A R A C T E R Í S T I C A S                           | Ejemplos                                                            | Crudo en la industria del petróleo                      | Lubrificantes, repuestos                                | Instalaciones de almacenamiento de petróleo             |

Las actividades de aprovisionamiento se dividen a menudo en dos categorías distintas: gasto directo e indirecto. El gasto directo se refiere al aprovisionamiento relacionado con la producción, que abarca todos los elementos que son parte de productos acabados, como materias primas, componentes y piezas. El aprovisionamiento indirecto no está relacionado con la producción. El aprovisionamiento directo, que se enfoca a la gestión de la cadena de suministro, incide plenamente en el proceso de producción de las empresas manufactureras. En cambio, el aprovisionamiento indirecto se refiere a recursos operativos que una empresa compra para permitir sus operaciones. El aprovisionamiento indirecto comprende una amplia variedad de bienes y servicios, desde objetos estandarizados como suministros de oficina y lubricantes de maquinaria, hasta productos y servicios complejos y costosos, como equipo pesado, servicios de consultoría y subcontratación.

## Temas

### Comparación de aprovisionamiento, suministro y adquisición
El aprovisionamiento es un componente del amplio concepto de suministro y adquisición. Típicamente el aprovisionamiento se considera de una naturaleza más táctica (el proceso de comprar físicamente un producto o servicio), mientras que suministro y adquisición se entienden más estratégicos y generales.
El Instituto de Gestión del Suministro (ISM por sus siglas en inglés) define suministro estratégico como el proceso de identificar fuentes que podrían proporcionar los productos o servicios que la organización necesita adquirir. Archivado el 13 de diciembre de 2016 en Wayback Machine. El término aprovisionamiento solía reflejar el ciclo completo de compra, y no solamente los componentes tácticos. ISM define aprovisionamiento como una función organizativa que incluye desarrollo de especificaciones, análisis de valor, búsqueda de mercado del proveedor, negociación, actividades de compra, administración de contrato, control de inventario, tráfico, recepción y almacenamiento. Compra (purchasing) se refiere a la función primordial de una organización que es responsable de la adquisición de los materiales, servicios y equipamiento requeridos.
La estadounidense Universidad de Adquisición para la Defensa (DAU por sus siglas en inglés) define aprovisionamiento como el acto de comprar bienes y servicios para el Estado.
DAU define adquisición como la conceptualización, iniciación, diseño, desarrollo, prueba, contratación, producción, despliegue, apoyo logístico, modificación y desecho de armas y otros sistemas, suministros o servicios (incluida la construcción) para satisfacer las necesidades del Departamento de Defensa en misiones militares.
Por tanto adquisición y suministro son conceptos mucho más amplios que aprovisionamiento.
Existen múltiples modelos de negocio de suministro y modelos de adquisición.

### Proceso de adquisición
El proceso de adquisición revisado para los grandes sistemas en la industria y la defensa se muestra en la siguiente figura. El proceso se divide en una serie de fases durante las cuales la tecnología se define y va madurando en conceptos viables, que posteriormente se desarrollan y preparan para producción, después de la cual los sistemas se implantan sobre el terreno.

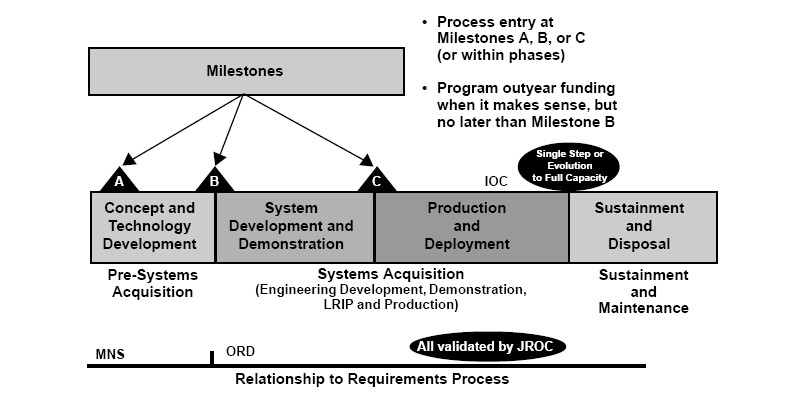
Modelo del proceso de adquisición.

El proceso permite que cualquier sistema entre en él en cualquiera de las fases de desarrollo. Por ejemplo, un sistema que usara tecnología no probada entraría en las fases iniciales del proceso y seguiría un periodo prolongado de maduración tecnológica, mientras que un sistema basado en tecnologías maduras y probadas podría entrar directamente en desarrollo de ingeniería o, concebiblemente, incluso en producción. El proceso en sí mismo comprende cuatro fases de desarrollo:
- Desarrollo del concepto y la tecnología: pretende explorar conceptos alternativos basados en valoraciones de necesidades operativas, preparación de la tecnología, riesgo y precio.
- Desarrollo del sistema.
- Demostración del sistema.
- Uso sostenible y desecho del sistema al final de su vida útil. Durante esta fase se llevan a cabo todas las actividades necesarias para utilizar y mantener el sistema de la manera más eficiente posible.

### Modelos del negocio de suministro
Los encargados del aprovisionamiento se dan cuenta, cada vez con más frecuencia, de que sus decisiones siguen un "continuo" desde simples transacciones de compra hasta colaboraciones estratégicas comprador-suministrador más complejas. Para estos encargados es importante emplear el modelo de suministro que mejor se ajuste a cada situación comprador-vendedor. Hay siete modelos en este continuo: suministrador básico, suministrador aprobado, suministrador preferido, modelo de servicios basado en el rendimiento, modelo de negocio blindado, modelo de servicios compartidos y asociación de accionistas. 
- El modelo de suministrador básico se fundamenta en la transacción. Normalmente hay un precio establecido para productos y servicios individuales, para los cuales hay un amplio rango de opciones estándar en el mercado. Típicamente esos productos o servicios están disponibles de inmediato, con poca diferenciación entre las ofertas.
- El modelo de suministrador aprobado utiliza un enfoque basado en la transacción, en el que los bienes y servicios se compran de proveedores precalificados que cumplen ciertos criterios de rendimiento o de otro tipo.
- El modelo de suministrador preferido también utiliza un modelo económico basado en la transacción, pero la diferencia clave es que el comprador ha escogido una relación con su proveedor en donde este proveedor tiene la oportunidad de añadir valor al negocio del comprador facilitándole alcanzar sus objetivos estratégicos.
- El modelo de servicios basado en el rendimiento es, generalmente, un acuerdo formal a largo plazo con el proveedor que combina un modelo de contratación relacional con un modelo económico basado en la producción. Busca impulsar la rendición de cuentas del proveedor para acuerdos basados en la producción a nivel de servicio o para objetivos de reducción de costes.
- El modelo de suministro blindado es una relación híbrida que combina un modelo económico basado en el resultado con un modelo relacional de contratación. Las empresas que llegan a este tipo de acuerdos buscan crear valor a largo plazo tanto para el comprador como para el proveedor.
- El modelo de servicios compartidos es típicamente una organización interna basada en subcontratación cercana. Con este enfoque a menudo se centralizan los procesos en un órgano (SSO) que cobra a las unidades de negocio o los usuarios por los servicios que emplean.
- La asociación de accionistas crea una entidad legalmente vinculante. Puede adoptar diversas formas, desde comprar a un suministrador (una adquisición) hasta crear una filial, pasando por asociaciones para compartir acciones (joint-venture) o acuerdos de cooperación.

## Aprovisamiento electrónico
El aprovisionamiento electrónico es la aplicación de tecnologías digitales para gestionar y ejecutar los procesos relacionados con la adquisición de bienes y servicios dentro de una organización. A través de plataformas especializadas, se digitalizan tareas como la solicitud de cotizaciones, la comparación de ofertas, la emisión de órdenes de compra y el seguimiento de entregas.
Este enfoque busca mejorar la eficiencia operativa, aumentar la transparencia en las relaciones comerciales y reducir los tiempos y costos asociados a los métodos tradicionales. Su implementación es habitual tanto en el sector privado como en organismos públicos, donde la trazabilidad y el control documental son especialmente relevantes.

#### Funcionalidades comunes
Las herramientas de aprovisionamiento electrónico suelen incluir funciones como catálogos digitales, formularios estandarizados de compra, flujos de aprobación automatizados y sistemas de evaluación de proveedores. Algunas soluciones más avanzadas permiten también la integración con módulos financieros y logísticos dentro de sistemas de planificación de recursos empresariales (ERP).

### Programas informáticos para el aprovisionamiento
Los programas informáticos para aprovisionamiento, a menudo etiquetados como aprovisionamiento electrónico (e-procurement software), gestionan el proceso de compra electrónicamente o mediante computación en la nube (cloud computing). Como muestra Investigación de la red de aprovisionamiento Archivado el 31 de agosto de 2016 en Wayback Machine., hay más de cien programas de este tipo disponibles hoy en día. Son un importante elemento de la cadena de suministro que ayuda a las organizaciones a gestionar eficientemente su ciclo de compras y maximizar el beneficio en cada pedido.

### Televisión y radio sobre aprovisionamiento
Procurement TV, establecido en 2015, es un medio de comunicación cuyo propósito es difundir diariamente vídeos con noticias y tendencias sobre aprovisionamiento. Otros difusores públicos de esta información incluyen El arte del aprovisionamiento, y Radiobitácora

### Ciclo vital del aprovisionamiento
La mayoría de las organizaciones piensan sobre su aprovisionamiento en términos de ciclo vital. Diferentes consultoras y expertos han desarrollado varios marcos. Algunos de los pasos más comunes incluyen:
- Identificación de la necesidad/Análisis de requerimientos: paso interno que supone la plasmación de los objetivos de negocio en una estrategia a corto plazo (3 a 5 años) para la categoría de gasto general, seguida por la definición de la dirección técnica y las especificaciones de lo que se pretende.
- Análisis externo del mercado a nivel macro: una vez que una organización ha definido las especificaciones, debe mirar hacia fuera para valorar el mercado general.
- Análisis de costes: es la acumulación, examen y manejo de datos de costes. Es importante para que la organización decida si fabricar o comprar.
- Identificación de proveedores: se trata de encontrar proveedores que puedan proporcionar el producto o servicio en las condiciones deseadas de precio, especificaciones técnicas, plazos de entrega y especificaciones sociales (por ejemplo, una organización puede buscar un proveedor que permita la sindicación de sus trabajadores). Hay muchas fuentes de proveedores potenciales. Un buen sitio donde buscarlos es una feria sectorial. Otro buen sitio es Internet. Los programas informáticos de aprovisionamiento incorporan a menudo un catálogo de proveedores para bienes y servicios estandarizados.
- Selección de un proveedor: cuando se han identificado varios proveedores, la organización normalmente llevará a cabo un proceso para seleccionar al que le resulte más ventajoso. Estos procesos son variados y pueden incluir, de menor a mayor grado de concreción: solicitud de información, solicitud de soluciones, solicitud de propuestas, licitación o solicitud de precio. También, fuera de la escala de concreción, y en respuesta a situaciones especiales, pueden incluir una solicitud de asociación. Algunas instituciones emplean un servicio de notificaciones (en el que normalmente quien desea ser proveedor se inscribe a través del sitio en Internet de la organización) para aumentar la competencia en la oportunidad escogida. Estos servicios pueden, bien ejecutarse directamente desde un programa de licitación electrónica (e-tendering), o bien como notificaciones separadas desde un sistema externo. En este paso la organización puede contactar directamente con los proveedores, para consultar referencias de calidad del producto o servicio. También para investigar los requerimientos de cualquier servicio suplementario, como instalación, mantenimiento o garantía. Pueden examinarse muestras del producto o servicio, o hacerse pruebas. La organización debería llevar a cabo análisis de riesgo, del coste total de propiedad y de coste-beneficio antes de seleccionar al suministrador final.
- Negociaciones/Contratación: incluyen frecuentemente plazos de entrega, precio, disponibilidad y customización. Los detalles se plasman en una orden de compra o, más formalmente, en un contrato.
- Gestión de la logística y el rendimiento: la preparación del suministrador, la expedición del producto o servicio, el transporte, la entrega y el pago se llevan a cabo según los términos del contrato. Puede incluir también instalación de los nuevos equipos y formación del personal de la organización para que aprenda a usarlos. La organización debería evaluar el rendimiento del producto o servicio mientras es consumido. La tarjeta de valoración del proveedor es una herramienta habitual para este fin. Cuando el producto o servicio se acaba, y se plantea la necesidad de renovarlo, la organización revisa su experiencia con el proveedor. De acuerdo con esta revisión determina si considera otros proveedores o sigue con el mismo.
- Gestión de la relación con el suministrador: las organizaciones con bienes o servicios más estratégicos que requieren coordinación constante con el suministrador pueden utilizar un proceso de gestión de la relación con el proveedor. Las relaciones de subcontratación estratégica deberían poner en pie procesos de gobernanza formales.

### Rendimiento del aprovisionamiento
La empresa Ardent Partners publicó en 2011 un amplio informe sobre el mundo del aprovisionamiento en ese momento. Recogió la experiencia, actuación y perspectiva de unos 250 jefes de aprovisionamiento y otros ejecutivos de esta área. El informe incluye los principales indicadores comparativos (benchmarks) que los líderes del aprovisionamiento emplean para valorar el éxito de sus organizaciones. Este informe halló que el departamento promedio de aprovisionamiento gestiona el 60,6 % del gasto total de la empresa. Esta medida, comúnmente llamada "gasto bajo gestión" se refiere al porcentaje del gasto total de la empresa (que incluye todos los gastos directos e indirectos) que una organización de aprovisionamiento gestiona o en el que influye. El departamento promedio de aprovisionamiento también obtuvo unos ahorros anuales del 6,7 % respecto al último ciclo reportado y consiguió un grado de cumplimiento de los contratos del 62,6 %.

## Aprovisionamiento de las organizaciones públicas
El aprovisionamiento de organizaciones públicas (estados, provincias, ayuntamientos y organizaciones internacionales, como el Banco Mundial y otras), también conocido en español por "licitación pública" o "contratación pública" es un sector importante de la economía. En 2013 supuso el 16,3 % del PIB de la Unión Europea.

### Aprovisionamiento público verde
En la contratación sostenible o contratación pública verde, las entidades contratantes incluyen aspectos ambientales en las condiciones de la licitación. El objetivo es reducir el impacto de la contratación en la salud humana y el medio ambiente. Estas condiciones pueden obligar a usar materiales reciclados, a restaurar la cobertura vegetal de una zona en la que se han efectuado obras, etc.
La Comisión Europea ha adoptado su Comunicación sobre licitación pública para un mejor medio ambiente, donde propone que los Estados miembros alcancen el objetivo político de 50 % de aprovisionamiento público verde para 2010.

## Alternativas a la licitación tradicional
Un enfoque que ha ganado peso en la industria de la construcción y economías en desarrollo es la selección en planificación, (SIP por sus siglas en inglés) que permite a los desarrolladores de proyectos y compradores de maquinaria hacer cambios significativos en sus requerimientos con relativa facilidad. La SIP también permite a vendedores y contratistas responder con mayor exactitud y competitividad como resultado de los mayores tiempos de guía que les otorga.
Una investigación de la Universidad de Tennessee muestra que los métodos de solicitud de soluciones y solicitud de asociación están adquiriendo fuerza como alternativas viables para seleccionar proveedores estratégicos de manera más colaborativa –especialmente para la subcontratación.

## Fraude
Reconociendo el impacto negativo del fraude en el aprovisionamiento, la OCDE ha publicado ha publicado en español los Lineamientos para combatir la colusión entre oferentes en licitaciones públicas.
El fraude en el aprovisionamiento puede definirse como la obtención de una ventaja indebida, la evitación de una obligación o la provocación de un daño al erario público durante los procesos de contratación pública, por parte de funcionarios públicos, contratistas o cualquier otra persona involucrada en el proceso. Un ejemplo es el soborno, en el que un agente tramposo de un determinado suministrador paga a un agente tramposo del comprador para que sea seleccionada la oferta de ese suministrador, a menudo a un precio inflado. Otros fraudes en el aprovisionamiento son:
- Colusión entre algunos de los proveedores, o todos, para reducir la competencia.
- Que un agente del comprador proporcione indebidamente a uno solo de los posibles proveedores información importante que le dé ventaja sobre los otros.
- Cobro de facturas infladas por productos o servicios que son efectivamente proporcionados u obras que efectivamente se realizan, pero cuyo precio de mercado es sustancialmente inferior.
- Cobro de facturas falsas por productos o servicios que no son proporcionados u obras que no se realizan. Para estos fines suelen usarse empresas fantasma, sin actividad real, cuyo único papel es emitir facturas.
- Sustitución de materiales de buena calidad por otros de baja calidad sin el consentimiento del cliente y cobrando el mismo precio. Este tipo de fraude suele ocasionar derrumbamientos de edificios cuando sobreviene un terremoto.
- Uso de contratos de "fuente única" sin la justificación adecuada.
- Uso de estándares de precalificación innecesarios para excluir indebidamente a suministradores capaces.
- Fraccionamiento de un contrato grande (sometido a licitación pública) en los suficientes pequeños (que pueden adjudicarse directamente) para evitar las revisiones y la publicidad a las que están sujetas las licitaciones de envergadura.